# Amanda Knox
Amanda Marie Knox (Seattle, 9 de julio de 1987) es una mujer estadounidense que pasó casi cuatro años en una prisión italiana tras su condena por el presunto asesinato de Meredith Kercher en 2007, una compañera británica de intercambio con la que compartía su apartamento en la ciudad de Perugia. En 2015, Knox fue definitivamente absuelta por la Corte Suprema de Casación italiana.
Knox, de 20 años en el momento del asesinato, había llamado a la policía después de regresar al apartamento tras pasar la noche con su novio, Raffaele Sollecito, y de encontrar la puerta de la habitación de Kercher cerrada con llave y sangre en el baño. Tras un interrogatorio, cuya conducta es objeto de controversia, Knox se implicó a sí misma y a su empleador, Patrick Lumumba. Knox y Sollecito fueron acusados inicialmente de asesinar a Kercher en colaboración con Lumumba, pero Lumumba fue liberado sin cargos poco después. El ladrón Rudy Guede fue arrestado después de que se encontraran sus huellas dactilares en unas manchas de sangre entre los enseres de Kercher.
La atención mediática previa al juicio en los medios de comunicación italianos (y repetida por otros medios de comunicación de todo el mundo) retrató a Knox de manera negativa, lo que dio lugar a denuncias de que la fiscalía estaba utilizando tácticas de difamación. En primera instancia Knox fue declarada culpable y condenada a 26 años de prisión, lo que causó una fuerte controversia internacional, ya que los expertos forenses de Estados Unidos opinaban que las pruebas en la escena del crimen eran incompatibles con su participación. Un largo proceso legal, en el que hubo una apelación exitosa contra su absolución en un juicio de segunda instancia, continuó después de que Knox fuera liberada en 2011. El 27 de marzo de 2015, el más alto tribunal de Italia exoneró definitivamente a Knox y a Sollecito. Sin embargo, la condena de Knox por calumnias contra Lumumba fue confirmada por todos los tribunales. El 14 de enero de 2016, Knox fue absuelta del delito de calumnia por decir que había sido golpeada por mujeres policías durante el interrogatorio.
Knox posteriormente se convirtió en autora, activista y periodista. Su libro de memorias, Waiting to Be Heard (Esperando a ser escuchada), se convirtió en un superventas.
Knox está casada con el escritor Christopher Robinson. En agosto de 2021 anunció que estaba embarazada tras sufrir un aborto espontáneo. En octubre de 2021 anunció el nacimiento de su hija Eureka Muse Robinson. En septiembre de 2023 nació su segundo hijo, Echo.